# George Lindsey
George Lindsey (17 de diciembre de 1928 – 6 de mayo de 2012) fue un actor y humorista estadounidense, conocido principalmente por su papel de Goober Pyle en las series televisivas The Andy Griffith Show, Mayberry R.F.D. y Hee Haw.

## Biografía
Su nombre completo era George Smith Lindsey, y nació en Fairfield, Alabama (Estados Unidos), siendo sus padres George Ross Lindsey y Alice Smith. Fue criado por sus abuelos en Jasper, Alabama, donde se graduó en la Walker County High School en 1946. Posteriormente estudió en la Kemper Military School de Boonville, Misuri, y en el Florence State Teacher's College (actual Universidad del Norte de Alabama), donde se especializó en educación física y biología. Fue quarterback en el equipo de fútbol americano y actuó en obras colegiales. Se licenció en Ciencias en el año 1952.
Tras sus estudios se alistó en la Fuerza Aérea de los Estados Unidos, siendo destinado a la Base Ramey, en Puerto Rico. Una vez licenciado fue profesor un año en la Hazel Green High School de Hazel Green, mientras esperaba ser aceptado en la American Theater Wing de Nueva York en 1956. El 24 de marzo de 1960 actuó en el concurso televisivo To Tell the Truth. Tras su formación en el Wing y actuar en dos obras teatrales en el circuito de Broadway, "Wonderful Town" y "All American", se mudó a Los Ángeles en 1962. Allí obtuvo papeles en series televisivas como Gunsmoke, The Rifleman, The Real McCoys, The Twilight Zone, Daniel Boone, Viaje al fondo del mar y Alfred Hitchcock presenta, antes de conseguir encarnar a Goober en The Andy Griffith Show, personaje con el cual alcanzaría la fama.
En 1964 Lindsey empezó a interpretar a Goober Beasley en The Andy Griffith Show. El personaje posteriormente pasó a llamarse Goober Pyle, emarentádolo con su primo Gomer Pyle, otro personaje de la serie que encarnaba Jim Nabors.
A la vez que interpretaba a Goober, Lindsey tuvo un papel menor en la serie de Walter Brennan The Tycoon, producida por la American Broadcasting Company. Lindsey fue un marinero en el film de 1964 Ensign Pulver, secuela de Mister Roberts (1955). Tuvo también un papel en el episodio de la serie Viaje al fondo del mar titulado Submarine Sunk Here. Participó en seis episodios de la serie Gunsmoke, y fue un taxista en Bed of Roses, una entrega de la serie Alfred Hitchcock presenta. 

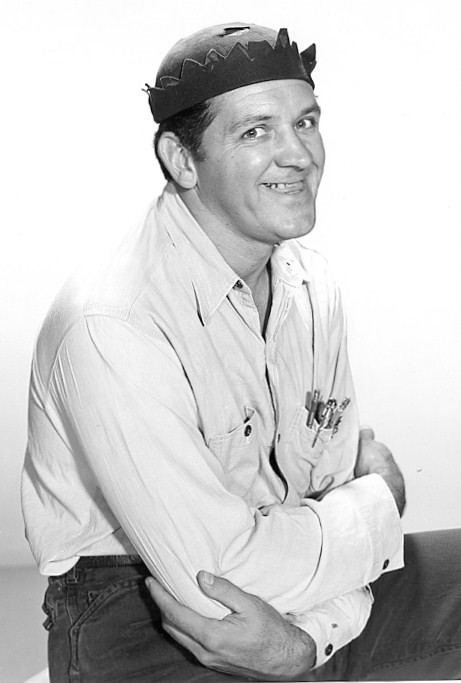
Lindsey como Goober en The Andy Griffith Show

Cuando Griffith dejó su show televisivo, la CBS lo reformó como Mayberry R.F.D., y Lindsey continuó con el mismo papel, hasta que finalmente la CBS canceló el programa en 1971.  
En 1972 Lindsey fue Charlie en el capítulo de Gunsmoke Blind Man's Bluff, y un convicto huido en un episodio de The Rifleman. Walt Disney Pictures utilizó su talento en varios proyectos, como actor de reparto en Snowball Express y como actor de voz en cintas de animación. Tres de las últimas fueron Los Aristogatos (1970), Robin Hood (1973) y The Rescuers (1977). 
Otra de las series en las que actuó fue MASH, siendo su personaje el capitán Roy Dupree.
Lindsey fue Goober por tercera y última vez en el show de variedades Hee Haw, dando al personaje un carácter más rústico. Actuó en el show entre 1972 y 1992.
En 1997 recibió el Premio Minnie Pearl a su trayectoria artística, y en 2007 el primer premio ICON Award presentado por la Nashville Associations of Talent Directors. Su última actuación tuvo lugar en el año 2009 en el programa de Larry the Cable Guy Hula Palooza Christmas Luau.
George Lindsey falleció en 2012 en Nashville, Tennessee, a causa de un fallo cardiaco. Tenía 83 años de edad. Fue enterrado en el Cementerio Oak Hill de Jasper, Alabama.

## Filmografía (selección)
- 1964 : Death Valley Days (serie TV), episodio The Death and the Fury
- 1964 : The Twilight Zone (serie TV), episodio I Am the Night -- Color Me Black
- 1964-1968 : The Andy Griffith Show
- 1964 : Ensign Pulver
- 1964 : The Joey Bishop Show
- 1963 : Gunsmoke (serie TV), episodio Pa Hacks Brood
- 1966 : Gunsmoke (serie TV), episodio Which Doctor
- 1968-1971 : Mayberry R.F.D. (serie TV)
- 1970 : Los Aristogatos
- 1972 : Snowball Express
- 1972 : Gunsmoke (serie TV), episodio Blind Mans Bluff
- 1973 : Charley and the Angel
- 1973 : Robin Hood
- 1976 : Treasure of Matecumbe
- 1977 : The Rescuers
- 1978 : MASH (serie TV), episodio Temporary Duty
- 1981 : Take This Job and Shove It
- 1983 : The American Snitch
- 1984 : Cannonball Run II
- 1986 : Return to Mayberry (telefilm)
- 1997 : NewsRadio (serie TV)
- 2006 : When I Find the Ocean

## Autobiografía
- Lindsey, George; Beck, Ken; Clark, Jim (1995). Goober in a Nutshell. Avon. ISBN 978-0380777396. (requiere registro).